# Vaudeurs
Vaudeurs ist eine französische Gemeinde mit 471 Einwohnern (Stand: 1. Januar 2022) im Département Yonne in der Region Bourgogne-Franche-Comté. Vaudeurs gehört zum Arrondissement Sens und zum Kanton Brienon-sur-Armançon (bis 2015: Kanton Cerisiers). Die Einwohner werden Vaudeurinois genannt.

## Geographie
Vaudeurs liegt etwa 16 Kilometer ostsüdöstlich des Stadtzentrums von Sens. Umgeben wird Vaudeurs von den Nachbargemeinden Les Sièges im Norden, Coulours im Nordosten, Arces-Dilo im Osten und Südosten, Villechétive im Süden und Südosten, Cerisiers im Süden und Westen sowie Les Vallées de la Vanne im Nordwesten.
Durch die Gemeinde führt die frühere Route nationale 5 (heutige D905).

## Geschichte
Der exakte Ursprung der Gemeinde lässt sich nicht eindeutig bestimmen, doch nach der Darstellung auf deren Homepage war Vaudeurs wohl eine Gründung von Glasbläsern, die sich hier mit ihren Familien ab der zweiten Hälfte des 16. Jahrhunderts ansiedelten.
Eine dieser Glasbläserfamilien, die Familie de Sallazar, war Besitzerin eines Schlosses, das 1724 geplündert wurde. Daran erinnern heute nur noch die Überreste eines Turms, der als „Tour de la prison“ (Gefängnisturm) in Erinnerung geblieben ist.
Nur indirekt verweist die Gemeinde auf ein Ereignis aus dem Jahre 1794, das Massaker von Vaudeurs (Le massacre de Vaudeurs). Die Geschichte spielte sich in dem zu Vaudeurs gehörenden Weiler Les Loges (Lage) ab, wo sich Mitglieder der Familie Chaperon den behördlich angeordneten Getreideabgaben widersetzten. Die Chaperons, drei Brüder und eine Schwester, galten als wohlhabend und wenig aufgeschlossen gegenüber den Ideen der Französischen Revolution. Sie wurden zudem verdächtigt, widerspenstige Priester zu verstecken, die in ihrem Haus heimlich Messen feierten. Die Chaperons waren vermutlich denunziert worden, Getreide und Mehl zu horten, weshalb sich am 19. Juni 1794 in der Früh ein Dutzend Gendarmen auf den Weg machte, um die drei Brüder zu verhaften. Vor Ort entwickelte sich daraus ein blutiger Kampf, in dessen Verlauf die Nationalgarde mit dreihundert Männern und zwei Kanonen anrückte.
In der Dunkelheit stürmten die Belagerer den Hof und zündeten ihn an. Die drei Brüder Chaperon und ihr Knecht überlebten diesen Angriff nicht, ebenso fünf Belagerer, weitere 26 wurden verwundet. Die Schwester der Chaperon-Brüder, Marie-Colombes, und das Dienstmädchen der Familie blieben unverletzt. Das von der Magd danach preisgegebene Versteck erwies sich als wenig ergiebig: lediglich zwei Fässer mit wenig Getreide und Mehl wurden gefunden. („On retire deux tonneaux contenant, l’un, deux bisets et demi de grain, l’autre, la même quantité de farine.“) Marie-Colombes Chaperon wurde in Sens vor das Revolutionstribunal gebracht und am 28. Juni 1794 auf dem Schafott hingerichtet. Am gleichen Tag veranstalteten die Jakobiner in Sens eine Zeremonie zu Ehren der Opfer von Les Loges.
Im 19. Jahrhundert gewann, bedingt auch durch die Ausbreitung der Reblaus, die Cidre-Produktion zunehmende Bedeutung für die Gemeinde. Zeitweilig waren drei Viertel des Gemeindegebietes mit Apfelbäumen bepflanzt. Ende des 19. Jahrhunderts wird in Vaudeurs neben Getreide auch wieder Wein angebaut.
Ob und wie Vaudeurs durch den Deutsch-Französischen Krieg oder den Ersten Weltkrieg in Mitleidenschaft gezogen wurde, ist der Chronik nicht zu entnehmen. Ein wichtiges Ereignis ist erst wieder für das Jahr 1923 angezeigt: In dem Jahr wurde die seit 1922 von lokalen Unternehmen gebaute Windkraftanlage, die L'éolienne de Vaudeurs, in Betrieb genommen, die die Gemeinde fortan mit Trinkwasser versorgte. Es war die erste derartige Anlage im Departement Yonne und gilt heute als Historisches Monument.
Nach dem Windrad-Eintrag folgt in der Zeitschiene der Webseite nur noch ein Hinweis auf das Jahr 1960, in dem festgehalten wird, dass von den ehemals 40 Landwirten nur noch zehn übriggeblieben seien. Die Zeit davor, insbesondere die Jahre während des Zweiten Weltkriegs und unter der deutschen Besatzung, wird durch Links auf externe Quellen angedeutet.

### Vaudeurs im Zweiten Weltkrieg
Die beiden Links auf die Frauen im regionalen Widerstand in der Yvonne betreffen in Bezug auf Vaudeurs fast ausschließlich Fernande Cherpi und ihre Familie. Die Cherpis waren 1936 nach Vaudeurs gekommen und hatten hier einen Bauernhof erworben. Die nach Einschätzung der ARORY „unpolitische katholische Bäuerin“, beherbergte gemeinsam mit ihrem Mann zwischen 1940 und 1944 flüchtige Kriegsgefangene, alliierte Flieger, Widerstandskämpfer und Maquisards.
Die ersten, die von den Cherpis im Juni 1940 versteckt wurden, waren geflüchtete Kriegsgefangene, die von der deutschen Wehrmacht in Cerisiers festgesetzt worden waren. Sie wurden mit Zivilkleidung versorgt und mit Hilfe des Pfarrers von Vaudeurs, Abbé de Ternay, mit falschen Papieren. Auf diese Weise konnte zwischen Juni 1940 und August 1941 sechzehn Kriegsgefangenen zur Flucht verholfen werden. Darunter befanden sich auch mehrere Algerier, die in ihre Heimat zurückkehren konnten.
In den folgenden Jahren versteckten die Cherpis Widerstandskämpfer und einen aus dem #Internierungslager Vaudeurs geflohenen Mann. Im März 1944 nahmen sie drei amerikanische Flieger auf und im Mai 1944 einen australischen Flieger. Diese wurden denunziert und am 24. Mai 1944 von der Gestapo in Auxerre verhaftet, entgingen jedoch der Deportation. Laut ARORY wurde im Mai 1944 auch das Ehepaar Cherpi verhaftet. Ob auch sie der Deportation entkamen, ist nicht belegt.

### Internierungslager Vaudeurs
In der Mitte von Vaudeurs, in direkter Nachbarschaft zum Rathaus, befindet sich das Centre de Vacances – Ville de Malakoff (Lage), ein Ferienzentrum für Kinder der Stadt Malakoff. Teil dieses Zentrums ist das Château de Vaudeurs, das früher ein Ferienkolonie der Gewerkschaft der Zementarbeiter von Sein-et-Oise („Syndicat des Cimentiers de Sein-et-Oise“) beherbergte.
Auf dem Gelände dieses Schlosses richtete das Vichy-Regime um die Jahreswende 1940/41 das zuvor schon erwähnte Internierungslager ein. Das Schloss selber befand sich am Ende eines Hofes und diente der Unterbringung des Bewachungspersonals. Zwei Wirtschaftsgebäude bildeten das eigentliche Lager mit Küche und Speisesaal sowie den Schlafräume. Ein Waschhaus und ein Gemüsegarten vervollständigten die Anlage, und zwei Holzbaracken dienten als Reserve, falls die Zahl der unterzubringenden Internierten die Zahl der Plätze übersteigen sollte.
Das Lager hatte den Status eines camp d'internement administratif, was bedeutet, dass hier Menschen alleine aufgrund einer Verwaltungsentscheidung einer Präfektur und ohne richterlichen Beschluss festgehalten werden konnten. Sie wurden inhaftiert, nicht, weil sie etwas strafbares getan hatten, sondern aufgrund der potenziellen Gefahr, die sie in den Augen der Behörden darstellten, und das galt vor allem für politische Gegner des Vichy-Regimes (Sozialisten und Kommunisten), aber auch für Menschen, die verdächtigt wurden, Schwarzmarktgeschäfte zu betreiben.
Die FMD verzeichnet für den 29. Mai 1941 die Anwesenheit von 14 Inhaftierten: einen nicht näher definierten Ausländer und 13 Franzosen (10 politisch unerwünschte Personen, 3 wegen Schwarzmarktgeschäfte Internierte). Insgesamt konnte das Lager 40 Personen aufnehmen und wurde während seiner knapp zweijährigen Existenz zum Aufenthaltsort von 81 Gefangenen. 11 von ihnen konnten fliehen, von denen 2 aber wieder eingefangen wurden, und zwei wurden in Geiselhaft genommen und deportiert:
- Pierre Leroy (* 26. November 1895) war Schlosser und Gerkschafter. Wegen seiner gewerkschaftlichen Aktivitäten wurde er am 3. Juli 1941 in Niort verhaftet und im September 1941 nach Vaudeurs verlegt. Auf Verlangen der deutschen Behörden wurde er im Mai 1942 an diese überstellt und nach einem Zwischenaufenthalt im Internierungs- und Durchgangslager Camp de Royallieu Anfang Juli 1942 nach Auschwitz deportiert. Am 11. August 1942 fand er dort den Tod.[10]
- Norbert Debrie (* 2. Mai 1908) war Schuhmacher und aktives Mitglied der Parti communiste français (PCF). Er wurde am 6. Januar 1941 in Vincelles festgenommen und ins Camp de Vaudeurs gebracht. Wie Pierre Leroy wurde auch Debrie auf Ersuchen der Deutschen ausgeliefert und am 27. Mai 1942 ins Camp de Royallieu überstellt. Am 6. Juli 1942 wurde er nach Auschwitz deportiert und starb am 24. August 1942 im KZ Auschwitz-Birkenau.[11]

Die von Claudine Cardon-Hamet zitierten Unterlagen legen nahe, dass Pierre Leroy und Norbert Debrie gemeinsam von Vaudeurs aus ihre Reise in den Tod antraten. Über eine dritte in dem Zusammenhang erwähnte Person gibt es keine näheren Hinweise.
Bereits vor den zur Deportation bestimmten Häftlingen waren am 9. April 1942 21 der aus politischen Gründen in Vaudeurs Internierten in das Gefangenenlager Voves verlegt worden. Im Camp de Vaudeurs befanden sich danach keine Personen mehr, die aus politischen Gründen inhaftiert worden waren. Am 12. August 1942 wurden die letzten Internierten von hier in das Internierungslager Saint-Denis-lès-Sens verlegt.
Am Torpfosten einer der Zufahrten zum Centre de Vacances – Ville de Malakoff erinnert heute ein Plakette mit der nachfolgenden Inschrift an das Camp de Vaudeurs.

« ADIRP, hommage aux internés, victimes des Nazis et de leurs collaborateurs. Vaudeurs 1941-1942. »

„ADIRP, Hommage an die Internierten, Opfer der Nazis und ihrer Kollaborateure. Vaudeurs 1941-1942“

## Bevölkerungsentwicklung
| Jahr                       | 1962 | 1968 | 1975 | 1982 | 1990 | 1999 | 2006 | 2013 |
| Einwohner                  | 474  | 419  | 389  | 438  | 478  | 473  | 488  | 510  |
| Quellen: Cassini und INSEE |      |      |      |      |      |      |      |      |

## Sehenswürdigkeiten

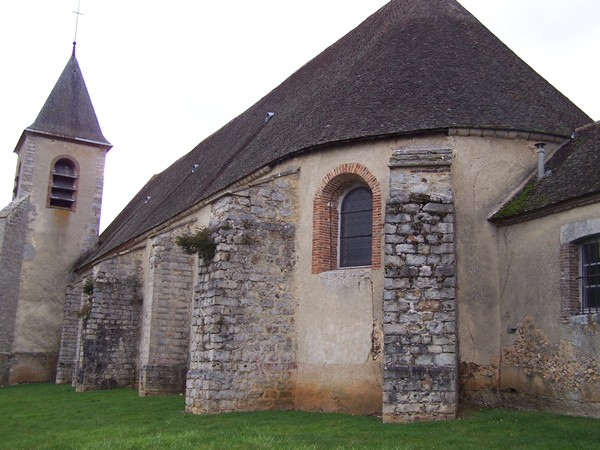
Kirche Sainte-Madeleine
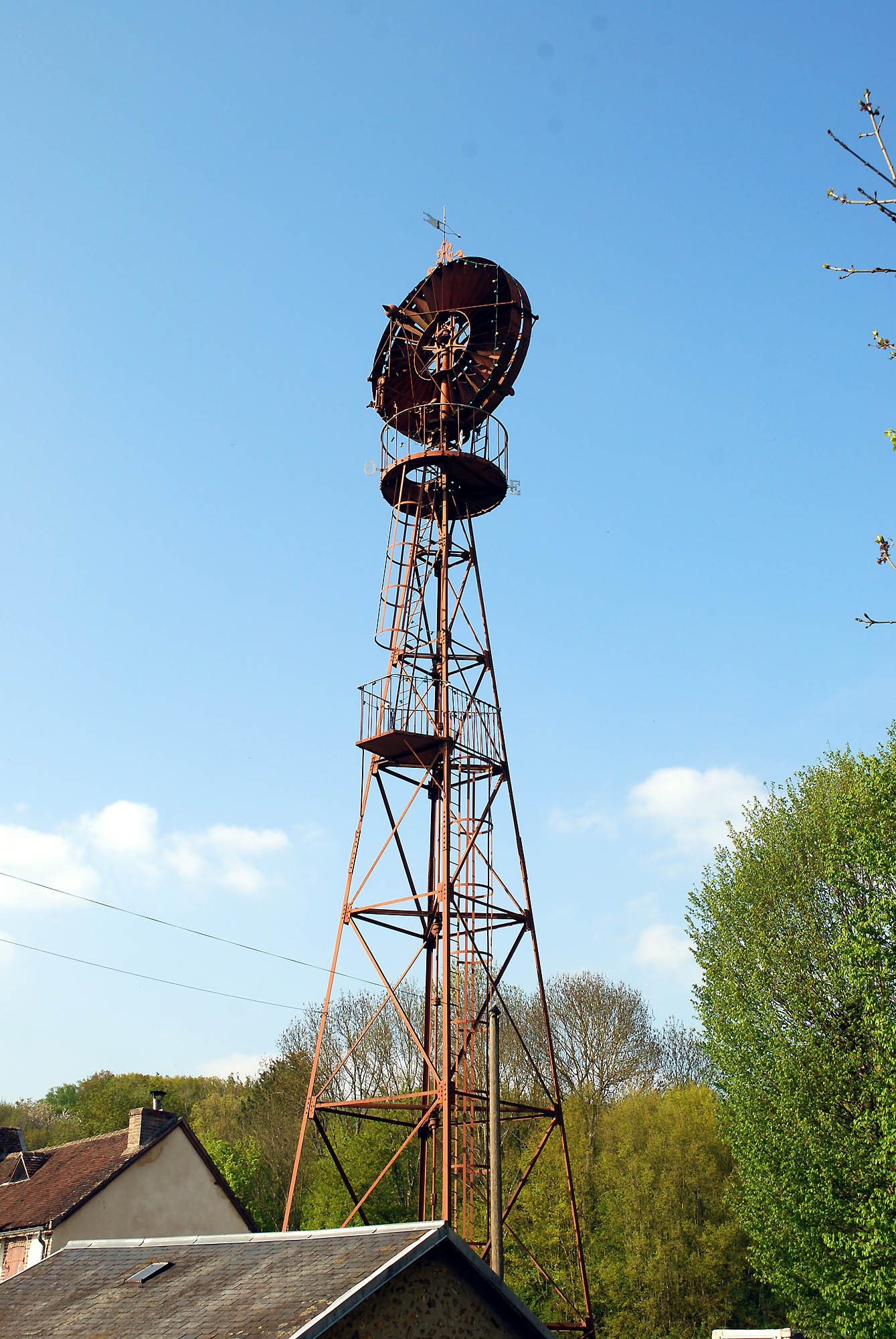
Windrad von 1923, seit 2004 Monument historique
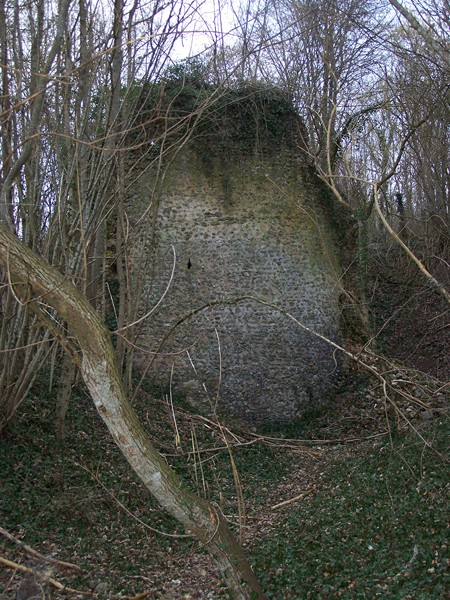
Überreste eines Turms des Schlosses der Familie de Sallazar